# Église de l'Annonciation (Iaroslavl)
Pour les articles homonymes, voir Église de l'Annonciation.
L'église de l'Annonciation de Iaroslavl (en russe : Благовещенско-Вознесенский приход), appelée en russe « paroisse de l'Annonciation-Ascension de la ville de Iaroslavl », est une église qui dépend de l'éparchie de la ville et du Patriarcat de Moscou et de toute la Russie. Il s'agit en fait d'une paroisse comprenant deux églises voisines dont l'une est chauffée et destinée au culte durant l'hiver et l'autre ne l'est pas et est destinée au culte durant l'été, selon les coutumes en Russie.
Sergueï Prokoudine-Gorski les a photographiées en 1910.

## Église de l'Annonciation à laVierge Marie

### Premier édifice
L'édifice religieux le plus ancien consacré à l'Annonciation est mentionné pour la première fois dans un inventaire datant de 1630. Il s'agit d'une église qui se trouvait dans le quartier de Lovietskoï sur les bords de la Volga. Il est établi que c'est là que débuta l'incendie qui détruisit presque entièrement la ville de Iaroslavl le 20 juin 1658 (ancien calendrier).
L'église est reconstruite après l'incendie. Mais en 1670, un nouvel incendie détruit à nouveau l'église et la ville.

### Édifice actuel
L'église non-chauffée de l'Annonciation est construite en 1688, à l'emplacement d'un édifice en bois. En 1929 le clocher a été détruit, et, en 1930, l'église a été désaffectée.
Jusqu'à une époque récente l'église se trouvait sous la direction du musée-réserve. Plus récemment à l'occasion du millième anniversaire de la fondation de la ville de Iaroslavl (en 2010), la propriété du sanctuaire a été transférée à l'Église orthodoxe russe.

### Architecture et décoration
L'église est construite suivant le style de Iaroslavl, mais simplifié, c'est-à-dire sans sous-sol et sans réfectoire, avec une seule galerie comme aile ouest. À l'intérieur de celle-ci se trouvait une chapelle au nom du tsarévitch Dimitri Ivanovitch.
Les murs ont été peints en 1708—1709 par l'artel de Iaroslavl dirigé par Fiodor Ignatiev et son frère Fiodor Fiodorov,.

## Église de l'Ascension de Notre-Seigneur
Cette église est une église d'hiver qui est chauffée. Sa construction date de 1745.
À l'époque soviétique, l'église est fermée au culte et ce n'est qu'en 1991 qu'elle est à nouveau transférée au patrimoine de l'Église orthodoxe russe.

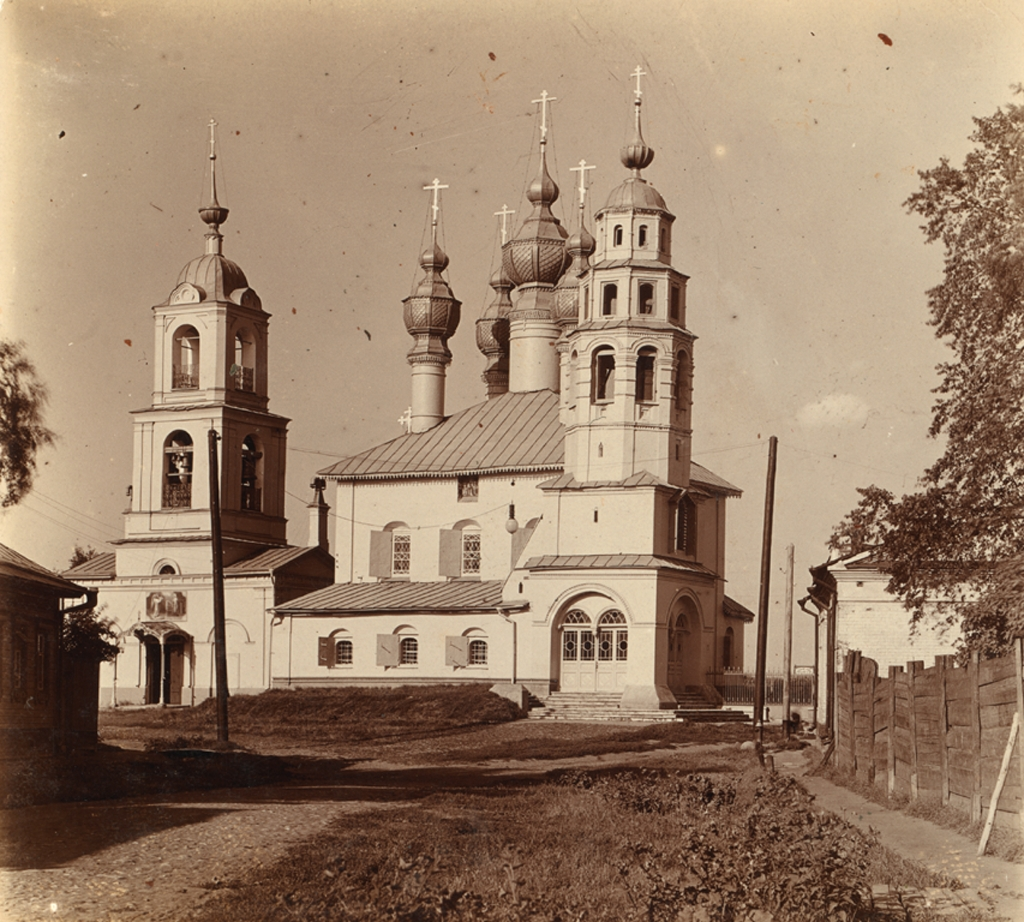
Église de l'Annonciation, photo de 1910 par Sergueï Prokoudine-Gorski.

## Sanctuaires et reliques
Parmi les objets les plus vénérés dans l'église se trouvent :
- une croix en argent garnie de noir et contenant les reliques des saints Spyridon de Trimythonte et Théodose de Totma ;
- une croix pour la bénédiction contenant les reliques des saints Antoine et Féodocie Petcherski de la laure des Grottes de Kiev ;
- une croix en argent contenant un morceau du tombeau de Jésus-Christ et 136 reliques de différents saints.